# Brent Van Moer
Brent Van Moer (* 12. ledna 1998) je belgický profesionální silniční cyklista jezdící za UCI ProTeam Lotto–Dstny.

## Kariéra
V říjnu 2020 byl Van Moer jmenován na startovní listině Vuelty a España 2020. Na konci května 2021 vyhrál úvodní etapu Critéria du Dauphiné po působivém sólo útoku, při němž si za sebou udržel stíhající peloton. Ve čtvrté etapě Tour de France 2021 se Van Moer dostal do úniku dne společně s Pierrem Lucem-Périchonem. Na čele závodu zůstali celou etapu, než Van Moer 13 km před cílem sám zaútočil. Týmy Alpecin–Fenix a Deceuninck–Quick-Step ho začaly stahovat a náskok Van Moera začal rapidně klesat. Nakonec byl dojet až 200 m před cílem sprintery bojujícími o vítězství. Za svůj výkon byl oceněn cenou bojovnosti.

## Hlavní výsledky
2016
Sint-Martinusprijs Kontich
 celkový vítěz
vítěz etapy 3a
Keizer der Juniores
3. místo celkově
6. místo La Philippe Gilbert Juniors
6. místo Omloop der Vlaamse Gewesten
7. místo Paříž–Roubaix Juniors
9. místo E3 Harelbeke Junioren
2017
Národní šampionát
2. místo časovka do 23 let
2018
Mistrovství světa
 2. místo časovka do 23 let
2. místo Omloop Het Nieuwsblad Beloften
2. místo De Kustpijl
6. místo Paříž–Roubaix Espoirs
2019
Národní šampionát
 vítěz časovky do 23 let
3. místo Sundvolden GP
Mistrovství světa
5. místo časovka do 23 let
Le Triptyque des Monts et Châteaux
7. místo celkově
vítěz etapy 2a (ITT)
Danmark Rundt
7. místo celkově
2021
Critérium du Dauphiné
vítěz 1. etapy
Tour de France
 cena bojovnosti po 4. etapě
2023
Tour de Wallonie
3. místo celkově
 vítěz sprinterské soutěže
3. místo Grand Prix La Marseillaise
Čtyři dny v Dunkerku
5. místo celkově
Danmark Rundt
7. místo celkově
2024
Étoile de Bessèges
9. místo celkově

### Výsledky na Grand Tours
| Grand Tour      | 2020 | 2021 | 2022 | 2023 | 2024 |
| --------------- | ---- | ---- | ---- | ---- | ---- |
| Giro d'Italia   | —    | —    | —    | —    | —    |
| Tour de France  | —    | 65   | 121  | —    | 95   |
| Vuelta a España | 100  | —    | —    | —    |      |

| —   | Nezúčastnil se |
| DNF | Nedokončil     |